# Ángel García (basketball)
Pour les articles homonymes, voir Ángel García et García.
Ángel García, né le 8 décembre 1941, est un ancien joueur portoricain de basket-ball.